# Tour de Californie féminin 2016
Cet article traite uniquement de la compétition féminine. Pour les résultats de la compétition masculine, voir Tour de Californie 2016.
La 2e édition du Tour de Californie féminin a lieu du 19 mai 2016 au 22 mai 2016. C'est la huitième épreuve de l'UCI World Tour féminin 2016.
Megan Guarnier remporte la première étape en se montrant la plus rapide dans la montée finale. Le lendemain, le contre-la-montre par équipes est gagné par la formation Twenty16-Ridebiker mené par Kristin Armstrong. La formation Boels Dolmans de Megan Guarnier est deuxième ce qui lui permet de conforter son avance. Les deux dernières étapes se concluent au sprint. Marianne Vos puis Kirsten Wild s'y imposent. Au classement final, Megan Guarnier l'emporte devant Kristin Armstrong et Evelyn Stevens. Megan Guarnier gagne également le classement par points. Mara Abbott est la meilleure grimpeuse, Chloé Dygert la meilleure jeune et Twenty16-Ridebiker la meilleure équipe.

## Équipes
L'épreuve invite dix-sept équipes UCI et une sélection nationale. Chaque équipe est composée de six coureuses. Au total, 106 concurrentes prennent le départ.
| Équipes féminines professionnelles (17)- BePink - Boels Dolmans - Canyon-SRAM Racing - Colavita-Bianchi - Cylance - Drops - Hagens Berman-Supermint - Hitec Products - Podium Ambition-Club La Santa - Rabo Liv Women - Rally - Tibco-Silicon Valley Bank - Twenty16-Ridebiker - UnitedHealthcare - Visit Dallas DNA - Weber Shimano Ladies Power - Wiggle High5 Équipe nationale- États-Unis |
| |

## Parcours
La première étape se dispute autour du lac Tahoe.

## Points UCI
| Position                  | 1er | 2e  | 3e | 4e | 5e | 6e | 7e | 8e | 9e | 10e | 11e | 12e | 13e | 14e | 15e | 16e | 17e | 18e | 19e | 20e |
| Classement général        | 120 | 100 | 85 | 70 | 60 | 50 | 40 | 35 | 30 | 25  | 20  | 18  | 16  | 14  | 12  | 10  | 8   | 6   | 4   | 2   |
| Étapes et demi-étapes     | 25  | 20  | 18 | 16 | 14 | 12 | 10 | 8  | 6  | 4   |     |     |     |     |     |     |     |     |     |     |
| Port du maillot de leader | 6   |     |    |    |    |    |    |    |    |     |     |     |     |     |     |     |     |     |     |     |

## Étapes
| Étape     | Date   | Villes étapes                       | type                         | Distance (km) | Vainqueur d'étape  | Leader du classement général |
| --------- | ------ | ----------------------------------- | ---------------------------- | ------------- | ------------------ | ---------------------------- |
| 1re étape | 19 mai | South Lake Tahoe – South Lake Tahoe | étape de montagne            | 117           | Megan Guarnier     | Megan Guarnier               |
| 2e étape  | 20 mai | Folsom – Folsom                     | contre-la-montre par équipes | 20,3          | Twenty16-Ridebiker | Megan Guarnier               |
| 3e étape  | 21 mai | Santa Rosa – Santa Rosa             | étape vallonnée              | 111           | Marianne Vos       | Megan Guarnier               |
| 4e étape  | 22 mai | Sacramento – Sacramento             | étape de plaine              | 66            | Kirsten Wild       | Megan Guarnier               |

### 1reétape
Lindsey Bayer place la première attaque de la journée, mais se fait reprendre par le peloton au bout de dix kilomètres. Après le premier prix de la montagne, Sarah Storey part seule en échappée. Elle creuse un écart culminant à cinq minutes mais est finalement revue par le peloton à cinq kilomètres de l'arrivée. L'ascension finale est propice aux puncheuses. L'équipe Wiggle Honda ouvre la route pour Emma Johansson qui se classe deuxième. Elle est devancée par la championne des États-Unis Megan Guarnier.
| \| Classement de l'étape \| Classement de l'étape \| Classement de l'étape \| Classement de l'étape \| Classement de l'étape \| \| Coureuse \| Coureuse \| Pays \| Équipe \| Temps \| \| --------------------- \| --------------------- \| --------------------- \| ----------------------------- \| --------------------- \| \| 1re \| Megan Guarnier \| États-Unis \| Boels Dolmans \| 3 h 05 min 09 s \| \| 2e \| Emma Johansson \| Suède \| Wiggle High5 \| + 4 s \| \| 3e \| Kristin Armstrong \| États-Unis \| Twenty16-Ridebiker \| + 10 s \| \| 4e \| Evelyn Stevens \| États-Unis \| Boels Dolmans \| + 10 s \| \| 5e \| Marianne Vos \| Pays-Bas \| Rabo Liv Women \| + 10 s \| \| 6e \| Rossella Ratto \| Italie \| Cylance \| + 16 s \| \| 7e \| Coryn Rivera \| États-Unis \| UnitedHealthcare Women's Team \| + 16 s \| \| 8e \| Shara Gillow \| Australie \| Rabo Liv Women \| + 18 s \| \| 9e \| Tayler Wiles \| États-Unis \| Orica-AIS \| + 18 s \| \| 10e \| Katie Hall \| États-Unis \| UnitedHealthcare Women's Team \| + 18 s \| |                   |            |                               |                 |
| |                   |            |                               |                 |
| |                   |            |                               |                 |
| Classement de l'étape |                   |            |                               |                 |
| Coureuse | Coureuse          | Pays       | Équipe                        | Temps           |
| 1re | Megan Guarnier    | États-Unis | Boels Dolmans                 | 3 h 05 min 09 s |
| 2e | Emma Johansson    | Suède      | Wiggle High5                  | + 4 s           |
| 3e | Kristin Armstrong | États-Unis | Twenty16-Ridebiker            | + 10 s          |
| 4e | Evelyn Stevens    | États-Unis | Boels Dolmans                 | + 10 s          |
| 5e | Marianne Vos      | Pays-Bas   | Rabo Liv Women                | + 10 s          |
| 6e | Rossella Ratto    | Italie     | Cylance                       | + 16 s          |
| 7e | Coryn Rivera      | États-Unis | UnitedHealthcare Women's Team | + 16 s          |
| 8e | Shara Gillow      | Australie  | Rabo Liv Women                | + 18 s          |
| 9e | Tayler Wiles      | États-Unis | Orica-AIS                     | + 18 s          |
| 10e | Katie Hall        | États-Unis | UnitedHealthcare Women's Team | + 18 s          |

| \| Classement général \| Classement général \| Classement général \| Classement général \| Classement général \| \| Coureuse \| Coureuse \| Pays \| Équipe \| Temps \| \| ------------------ \| ------------------ \| ------------------ \| ----------------------------- \| ------------------ \| \| 1re \| Megan Guarnier \| États-Unis \| Boels Dolmans \| 3 h 04 min 57 s \| \| 2e \| Emma Johansson \| Suède \| Wiggle High5 \| + 10 s \| \| 3e \| Kristin Armstrong \| États-Unis \| Twenty16-Ridebiker \| + 18 s \| \| 4e \| Evelyn Stevens \| États-Unis \| Boels Dolmans \| + 22 s \| \| 5e \| Marianne Vos \| Pays-Bas \| Rabo Liv Women \| + 22 s \| \| 6e \| Rossella Ratto \| Italie \| Cylance \| + 28 s \| \| 7e \| Coryn Rivera \| États-Unis \| UnitedHealthcare Women's Team \| + 28 s \| \| 8e \| Shara Gillow \| Australie \| Rabo Liv Women \| + 30 s \| \| 9e \| Tayler Wiles \| États-Unis \| Orica-AIS \| + 30 s \| \| 10e \| Katie Hall \| États-Unis \| UnitedHealthcare Women's Team \| + 30 s \| |                   |            |                               |                 |
| |                   |            |                               |                 |
| |                   |            |                               |                 |
| Classement général |                   |            |                               |                 |
| Coureuse | Coureuse          | Pays       | Équipe                        | Temps           |
| 1re | Megan Guarnier    | États-Unis | Boels Dolmans                 | 3 h 04 min 57 s |
| 2e | Emma Johansson    | Suède      | Wiggle High5                  | + 10 s          |
| 3e | Kristin Armstrong | États-Unis | Twenty16-Ridebiker            | + 18 s          |
| 4e | Evelyn Stevens    | États-Unis | Boels Dolmans                 | + 22 s          |
| 5e | Marianne Vos      | Pays-Bas   | Rabo Liv Women                | + 22 s          |
| 6e | Rossella Ratto    | Italie     | Cylance                       | + 28 s          |
| 7e | Coryn Rivera      | États-Unis | UnitedHealthcare Women's Team | + 28 s          |
| 8e | Shara Gillow      | Australie  | Rabo Liv Women                | + 30 s          |
| 9e | Tayler Wiles      | États-Unis | Orica-AIS                     | + 30 s          |
| 10e | Katie Hall        | États-Unis | UnitedHealthcare Women's Team | + 30 s          |

### 2eétape
Le contre-la-montre par équipes est remporté par la formation Twenty16-Ridebiker avec six secondes d'avance sur la Boels Dolmans de Megan Guarnier qui conserve donc son maillot jaune. Cela permet cependant à Kristin Armstrong de remonter à la deuxième place du classement général avec douze secondes de retard sur Megan Guarnier.
| \| Classement de l'étape \| Classement de l'étape \| Classement de l'étape \| Classement de l'étape \| Classement de l'étape \| Classement de l'étape \| \| Équipe \| Équipe \| Pays \| Temps \| Écart de temps \| Vitesse moy. \| \| --------------------- \| ----------------------------- \| --------------------- \| --------------------- \| --------------------- \| --------------------- \| \| 1re \| Twenty16-Ridebiker \| États-Unis \| 27 min 33 s \| 0 s \| 44.211 km/h \| \| 2e \| Boels Dolmans \| Pays-Bas \| 27 min 39 s \| + 6 s \| 44.051 km/h \| \| 3e \| UnitedHealthcare \| États-Unis \| 27 min 58 s \| + 25 s \| 43.552 km/h \| \| 4e \| Rabo Liv Women \| Pays-Bas \| 28 min 07 s \| + 34 s \| 43.320 km/h \| \| 5e \| Canyon-SRAM Racing \| Allemagne \| 28 min 09 s \| + 36 s \| 43.268 km/h \| \| 6e \| Tibco-Silicon Valley Bank \| États-Unis \| 28 min 28 s \| + 55 s \| 42.787 km/h \| \| 7e \| Wiggle High5 \| Royaume-Uni \| 28 min 31 s \| + 58 s \| 42.712 km/h \| \| 8e \| Hitec Products \| Norvège \| 28 min 41 s \| + 1 min 08 s \| 42.464 km/h \| \| 9e \| Podium Ambition-Club La Santa \| Royaume-Uni \| 28 min 45 s \| + 1 min 12 s \| 42.365 km/h \| \| 10e \| Colavita-Bianchi \| États-Unis \| 29 min 24 s \| + 1 min 51 s \| 41.429 km/h \| |                               |             |             |                |              |
| |                               |             |             |                |              |
| Source : ProCyclingStats |                               |             |             |                |              |
| Classement de l'étape |                               |             |             |                |              |
| Équipe | Équipe                        | Pays        | Temps       | Écart de temps | Vitesse moy. |
| 1re | Twenty16-Ridebiker            | États-Unis  | 27 min 33 s | 0 s            | 44.211 km/h  |
| 2e | Boels Dolmans                 | Pays-Bas    | 27 min 39 s | + 6 s          | 44.051 km/h  |
| 3e | UnitedHealthcare              | États-Unis  | 27 min 58 s | + 25 s         | 43.552 km/h  |
| 4e | Rabo Liv Women                | Pays-Bas    | 28 min 07 s | + 34 s         | 43.320 km/h  |
| 5e | Canyon-SRAM Racing            | Allemagne   | 28 min 09 s | + 36 s         | 43.268 km/h  |
| 6e | Tibco-Silicon Valley Bank     | États-Unis  | 28 min 28 s | + 55 s         | 42.787 km/h  |
| 7e | Wiggle High5                  | Royaume-Uni | 28 min 31 s | + 58 s         | 42.712 km/h  |
| 8e | Hitec Products                | Norvège     | 28 min 41 s | + 1 min 08 s   | 42.464 km/h  |
| 9e | Podium Ambition-Club La Santa | Royaume-Uni | 28 min 45 s | + 1 min 12 s   | 42.365 km/h  |
| 10e | Colavita-Bianchi              | États-Unis  | 29 min 24 s | + 1 min 51 s   | 41.429 km/h  |

| \| Classement général \| Classement général \| Classement général \| Classement général \| Classement général \| \| Coureuse \| Coureuse \| Pays \| Équipe \| Temps \| \| ------------------ \| ------------------ \| ------------------ \| ----------------------------- \| ------------------ \| \| 1re \| Megan Guarnier \| États-Unis \| Boels Dolmans \| 3 h 32 min 36 s \| \| 2e \| Kristin Armstrong \| États-Unis \| Twenty16-Ridebiker \| + 12 s \| \| 3e \| Evelyn Stevens \| États-Unis \| Boels Dolmans \| + 22 s \| \| 4e \| Leah Thomas \| États-Unis \| Twenty16-Ridebiker \| + 44 s \| \| 5e \| Coryn Rivera \| États-Unis \| UnitedHealthcare Women's Team \| + 47 s \| \| 6e \| Katie Hall \| États-Unis \| UnitedHealthcare Women's Team \| + 49 s \| \| 7e \| Marianne Vos \| Pays-Bas \| Rabo Liv Women \| + 50 s \| \| 8e \| Chloé Dygert \| États-Unis \| Twenty16-Ridebiker \| + 53 s \| \| 9e \| Shara Gillow \| Australie \| Rabo Liv Women \| + 58 s \| \| 10e \| Emma Johansson \| Suède \| Wiggle High5 \| + 1 min 02 s \| |                   |            |                               |                 |
| |                   |            |                               |                 |
| Source : ProCyclingStats |                   |            |                               |                 |
| Classement général |                   |            |                               |                 |
| Coureuse | Coureuse          | Pays       | Équipe                        | Temps           |
| 1re | Megan Guarnier    | États-Unis | Boels Dolmans                 | 3 h 32 min 36 s |
| 2e | Kristin Armstrong | États-Unis | Twenty16-Ridebiker            | + 12 s          |
| 3e | Evelyn Stevens    | États-Unis | Boels Dolmans                 | + 22 s          |
| 4e | Leah Thomas       | États-Unis | Twenty16-Ridebiker            | + 44 s          |
| 5e | Coryn Rivera      | États-Unis | UnitedHealthcare Women's Team | + 47 s          |
| 6e | Katie Hall        | États-Unis | UnitedHealthcare Women's Team | + 49 s          |
| 7e | Marianne Vos      | Pays-Bas   | Rabo Liv Women                | + 50 s          |
| 8e | Chloé Dygert      | États-Unis | Twenty16-Ridebiker            | + 53 s          |
| 9e | Shara Gillow      | Australie  | Rabo Liv Women                | + 58 s          |
| 10e | Emma Johansson    | Suède      | Wiggle High5                  | + 1 min 02 s    |

### 3eétape
L'équipe Boels Dolmans contrôle la troisième étape et empêche toute échappée de prendre de l'avance sur le peloton. En fin d'étape, un groupe de favorites se détache mais ne collabore pas correctement et revient dans le peloton. Les difficultés de la journée permettent cependant d'opérer une sélection et seules trente coureuses se disputent la victoire au sprint. Marianne Vos se montre la plus rapide devant Coryn Rivera et Emma Johansson.
| \| Classement de l'étape \| Classement de l'étape \| Classement de l'étape \| Classement de l'étape \| Classement de l'étape \| \| Coureuse \| Coureuse \| Pays \| Équipe \| Temps \| \| --------------------- \| --------------------- \| --------------------- \| ----------------------------- \| --------------------- \| \| 1re \| Marianne Vos \| Pays-Bas \| Rabo Liv Women \| 2 h 51 min 52 s \| \| 2e \| Coryn Rivera \| États-Unis \| UnitedHealthcare Women's Team \| + 0 s \| \| 3e \| Emma Johansson \| Suède \| Wiggle High5 \| + 0 s \| \| 4e \| Megan Guarnier \| États-Unis \| Boels Dolmans \| + 0 s \| \| 5e \| Brianna Walle \| États-Unis \| Tibco-Silicon Valley Bank \| + 0 s \| \| 6e \| Alena Amialiusik \| Biélorussie \| Canyon-SRAM Racing \| + 0 s \| \| 7e \| Heather Fischer \| États-Unis \| Rally Cycling \| + 0 s \| \| 8e \| Chloé Dygert \| États-Unis \| Twenty16-Ridebiker \| + 0 s \| \| 9e \| Lauren Stephens \| États-Unis \| Tibco-Silicon Valley Bank \| + 0 s \| \| 10e \| Danielle King \| Royaume-Uni \| Wiggle High5 \| + 0 s \| |                  |             |                               |                 |
| |                  |             |                               |                 |
| |                  |             |                               |                 |
| Classement de l'étape |                  |             |                               |                 |
| Coureuse | Coureuse         | Pays        | Équipe                        | Temps           |
| 1re | Marianne Vos     | Pays-Bas    | Rabo Liv Women                | 2 h 51 min 52 s |
| 2e | Coryn Rivera     | États-Unis  | UnitedHealthcare Women's Team | + 0 s           |
| 3e | Emma Johansson   | Suède       | Wiggle High5                  | + 0 s           |
| 4e | Megan Guarnier   | États-Unis  | Boels Dolmans                 | + 0 s           |
| 5e | Brianna Walle    | États-Unis  | Tibco-Silicon Valley Bank     | + 0 s           |
| 6e | Alena Amialiusik | Biélorussie | Canyon-SRAM Racing            | + 0 s           |
| 7e | Heather Fischer  | États-Unis  | Rally Cycling                 | + 0 s           |
| 8e | Chloé Dygert     | États-Unis  | Twenty16-Ridebiker            | + 0 s           |
| 9e | Lauren Stephens  | États-Unis  | Tibco-Silicon Valley Bank     | + 0 s           |
| 10e | Danielle King    | Royaume-Uni | Wiggle High5                  | + 0 s           |

| \| Classement général \| Classement général \| Classement général \| Classement général \| Classement général \| \| Coureuse \| Coureuse \| Pays \| Équipe \| Temps \| \| ------------------ \| ------------------ \| ------------------ \| ----------------------------- \| ------------------ \| \| 1re \| Megan Guarnier \| États-Unis \| Boels Dolmans \| 6 h 25 min 24 s \| \| 2e \| Kristin Armstrong \| États-Unis \| Twenty16-Ridebiker \| + 15 s \| \| 3e \| Evelyn Stevens \| États-Unis \| Boels Dolmans \| + 25 s \| \| 4e \| Marianne Vos \| Pays-Bas \| Rabo Liv Women \| + 43 s \| \| 5e \| Coryn Rivera \| États-Unis \| UnitedHealthcare Women's Team \| + 44 s \| \| 6e \| Leah Thomas \| États-Unis \| Twenty16-Ridebiker \| + 47 s \| \| 7e \| Katie Hall \| États-Unis \| UnitedHealthcare Women's Team \| + 52 s \| \| 8e \| Chloé Dygert \| États-Unis \| Twenty16-Ridebiker \| + 56 s \| \| 9e \| Emma Johansson \| Suède \| Wiggle High5 \| + 1 min 01 s \| \| 10e \| Shara Gillow \| Australie \| Rabo Liv Women \| + 1 min 06 s \| |                   |            |                               |                 |
| |                   |            |                               |                 |
| |                   |            |                               |                 |
| Classement général |                   |            |                               |                 |
| Coureuse | Coureuse          | Pays       | Équipe                        | Temps           |
| 1re | Megan Guarnier    | États-Unis | Boels Dolmans                 | 6 h 25 min 24 s |
| 2e | Kristin Armstrong | États-Unis | Twenty16-Ridebiker            | + 15 s          |
| 3e | Evelyn Stevens    | États-Unis | Boels Dolmans                 | + 25 s          |
| 4e | Marianne Vos      | Pays-Bas   | Rabo Liv Women                | + 43 s          |
| 5e | Coryn Rivera      | États-Unis | UnitedHealthcare Women's Team | + 44 s          |
| 6e | Leah Thomas       | États-Unis | Twenty16-Ridebiker            | + 47 s          |
| 7e | Katie Hall        | États-Unis | UnitedHealthcare Women's Team | + 52 s          |
| 8e | Chloé Dygert      | États-Unis | Twenty16-Ridebiker            | + 56 s          |
| 9e | Emma Johansson    | Suède      | Wiggle High5                  | + 1 min 01 s    |
| 10e | Shara Gillow      | Australie  | Rabo Liv Women                | + 1 min 06 s    |

### 4eétape
L'étape de critérium dans la ville de Sacramento se dénoue au sprint massif. Kristin Wild impose sa puissance devant Lisa Brennauer et Marianne Vos.
| \| Classement de l'étape \| Classement de l'étape \| Classement de l'étape \| Classement de l'étape \| Classement de l'étape \| \| Coureuse \| Coureuse \| Pays \| Équipe \| Temps \| \| --------------------- \| --------------------- \| --------------------- \| ----------------------------- \| --------------------- \| \| 1re \| Kirsten Wild \| Pays-Bas \| Hitec Products \| 1 h 35 min 10 s \| \| 2e \| Lisa Brennauer \| Allemagne \| Canyon-SRAM Racing \| + 0 s \| \| 3e \| Marianne Vos \| Pays-Bas \| Rabo Liv Women \| + 0 s \| \| 4e \| Coryn Rivera \| États-Unis \| UnitedHealthcare Women's Team \| + 0 s \| \| 5e \| Amy Pieters \| Pays-Bas \| Wiggle High5 \| + 0 s \| \| 6e \| Valentina Scandolara \| Italie \| Cylance \| + 0 s \| \| 7e \| Ruth Edwards \| États-Unis \| États-Unis \| + 0 s \| \| 8e \| Ilaria Sanguineti \| Italie \| BePink \| + 0 s \| \| 9e \| Chantal Blaak \| Pays-Bas \| Boels Dolmans \| + 0 s \| \| 10e \| Joanne Kiesanowski \| Nouvelle-Zélande \| Tibco-Silicon Valley Bank \| + 0 s \| |                      |                  |                               |                 |
| |                      |                  |                               |                 |
| |                      |                  |                               |                 |
| Classement de l'étape |                      |                  |                               |                 |
| Coureuse | Coureuse             | Pays             | Équipe                        | Temps           |
| 1re | Kirsten Wild         | Pays-Bas         | Hitec Products                | 1 h 35 min 10 s |
| 2e | Lisa Brennauer       | Allemagne        | Canyon-SRAM Racing            | + 0 s           |
| 3e | Marianne Vos         | Pays-Bas         | Rabo Liv Women                | + 0 s           |
| 4e | Coryn Rivera         | États-Unis       | UnitedHealthcare Women's Team | + 0 s           |
| 5e | Amy Pieters          | Pays-Bas         | Wiggle High5                  | + 0 s           |
| 6e | Valentina Scandolara | Italie           | Cylance                       | + 0 s           |
| 7e | Ruth Edwards         | États-Unis       | États-Unis                    | + 0 s           |
| 8e | Ilaria Sanguineti    | Italie           | BePink                        | + 0 s           |
| 9e | Chantal Blaak        | Pays-Bas         | Boels Dolmans                 | + 0 s           |
| 10e | Joanne Kiesanowski   | Nouvelle-Zélande | Tibco-Silicon Valley Bank     | + 0 s           |

### Classement général final
| \| Classement général \| Classement général \| Classement général \| Classement général \| Classement général \| \| Coureuse \| Coureuse \| Pays \| Équipe \| Temps \| \| ------------------ \| ------------------ \| ------------------ \| ----------------------------- \| ------------------ \| \| 1re \| Megan Guarnier \| États-Unis \| Boels Dolmans \| 8 h 00 min 31 s \| \| 2e \| Kristin Armstrong \| États-Unis \| Twenty16-Ridebiker \| + 17 s \| \| 3e \| Evelyn Stevens \| États-Unis \| Boels Dolmans \| + 28 s \| \| 4e \| Marianne Vos \| Pays-Bas \| Rabo Liv Women \| + 42 s \| \| 5e \| Leah Thomas \| États-Unis \| Twenty16-Ridebiker \| + 46 s \| \| 6e \| Chloé Dygert \| États-Unis \| Twenty16-Ridebiker \| + 59 s \| \| 7e \| Katie Hall \| États-Unis \| UnitedHealthcare Women's Team \| + 1 min 01 s \| \| 8e \| Emma Johansson \| Suède \| Wiggle High5 \| + 1 min 02 s \| \| 9e \| Coryn Rivera \| États-Unis \| UnitedHealthcare Women's Team \| + 1 min 07 s \| \| 10e \| Lauren Stephens \| États-Unis \| Tibco-Silicon Valley Bank \| + 1 min 25 s \| |                   |            |                               |                 |
| |                   |            |                               |                 |
| Source : ProCyclingStats |                   |            |                               |                 |
| Classement général |                   |            |                               |                 |
| Coureuse | Coureuse          | Pays       | Équipe                        | Temps           |
| 1re | Megan Guarnier    | États-Unis | Boels Dolmans                 | 8 h 00 min 31 s |
| 2e | Kristin Armstrong | États-Unis | Twenty16-Ridebiker            | + 17 s          |
| 3e | Evelyn Stevens    | États-Unis | Boels Dolmans                 | + 28 s          |
| 4e | Marianne Vos      | Pays-Bas   | Rabo Liv Women                | + 42 s          |
| 5e | Leah Thomas       | États-Unis | Twenty16-Ridebiker            | + 46 s          |
| 6e | Chloé Dygert      | États-Unis | Twenty16-Ridebiker            | + 59 s          |
| 7e | Katie Hall        | États-Unis | UnitedHealthcare Women's Team | + 1 min 01 s    |
| 8e | Emma Johansson    | Suède      | Wiggle High5                  | + 1 min 02 s    |
| 9e | Coryn Rivera      | États-Unis | UnitedHealthcare Women's Team | + 1 min 07 s    |
| 10e | Lauren Stephens   | États-Unis | Tibco-Silicon Valley Bank     | + 1 min 25 s    |

## Évolution des classements
| Étape              | Vainqueur          | Classement général | Classement de la meilleure jeune | Classement de la montagne | Classement par points | Classement de la plus combative | Classement par équipes |
| ------------------ | ------------------ | ------------------ | -------------------------------- | ------------------------- | --------------------- | ------------------------------- | ---------------------- |
| 1                  | Megan Guarnier     | Megan Guarnier     | Rossella Ratto                   | Megan Guarnier            | Megan Guarnier        | Sarah Storey                    |                        |
| 2 (TTT)            | TWENTY16–Ridebiker | Megan Guarnier     | Chloe Dygert                     | Megan Guarnier            | Megan Guarnier        | not awarded                     | TWENTY16–Ridebiker     |
| 3                  | Marianne Vos       | Megan Guarnier     | Chloe Dygert                     | Mara Abbott               | Megan Guarnier        | Mara Abbott                     | TWENTY16–Ridebiker     |
| 4                  | Kirsten Wild       | Megan Guarnier     | Chloe Dygert                     | Mara Abbott               | Megan Guarnier        | Shara Gillow                    | TWENTY16–Ridebiker     |
| Classements finals | Classements finals | Megan Guarnier     | Chloe Dygert                     | Mara Abbott               | Megan Guarnier        | not awarded                     | TWENTY16–Ridebiker     |

## Liste des participantes
| Légende                                          | Légende                                                                                              | Légende                                | Légende |
| ------------------------------------------------ | --- | -------------------------------------- | --- |
| Num                                              | Dossard de départ porté par la coureuse sur ce Tour de Californie féminin                            | Pos                                    | Position finale au classement général                                                                         |
| Leader du classement général                     | Indique la vainqueur du classement général                                                           | Leader du classement par points        | Indique la vainqueur du classement par points                                                                 |
| Leader du classement de la montagne              | Indique la vainqueur du classement de la montagne                                                    | Leader du classement du meilleur jeune | Indique la vainqueur du classement de la meilleure jeune                                                      |
| Coureur élu combatif lors de la précédente étape | Indique la coureuse la plus combative                                                                |                                        | Indique un maillot de champion national ou mondial, suivi de sa spécialité                                    |
| #                                                | Indique la meilleure équipe                                                                          | NP                                     | Indique une coureuse qui n'a pas pris le départ d'une étape, suivi du numéro de l'étape où elle s'est retirée |
| AB                                               | Indique une coureuse qui n'a pas terminé une étape, suivi du numéro de l'étape où elle s'est retirée | HD                                     | Indique un coureuse qui a terminé une étape hors des délais, suivi du numéro de l'étape                       |
| DSQ                                              | Indique un coureur qui a été disqualifié de la course, suivi du numéro de l'étape                    | *                                      | Indique un coureuse en lice pour le classement de la meilleure jeune (coureuses nées après le )               |

| Canyon-SRAM Racing LPR          | Canyon-SRAM Racing LPR         | Canyon-SRAM Racing LPR |
| ------------------------------- | ------------------------------ | ---------------------- |
| Num                             | Coureur                        | Pos                    |
| 1                               | Lisa Brennauer (GER)           | 27e                    |
| 2                               | Alena Amialiusik (BLR) (route) | 12e                    |
| 3                               | Hannah Barnes* (GBR)           | 41e                    |
| 4                               | Tiffany Cromwell (AUS )        | 61e                    |
| 5                               | Barbara Guarischi (ITA )       | 84e                    |
| 6                               | Alexis Ryan* (USA )            | 57e                    |
| Directeur sportif : Ronny Lauke |                                |                        |

| Tibco-SVB TIB                     | Tibco-SVB TIB            | Tibco-SVB TIB |
| --------------------------------- | ------------------------ | ------------- |
| Num                               | Coureur                  | Pos           |
| 11                                | Lauren Stephens (USA)    | 10e           |
| 12                                | Emily Colins (USA)       | AB-4          |
| 13                                | Lauren Hall (USA)        | 46e           |
| 14                                | Kathrin Hammes (USA)     | AB-4          |
| 15                                | Joanne Kiesanowski (NZL) | 58e           |
| 16                                | Brianna Walle (USA)      | 13e           |
| Directeur sportif : Edward Beamon |                          |               |

| Boels Dolmans DLT              | Boels Dolmans DLT            | Boels Dolmans DLT |
| ------------------------------ | ---------------------------- | ----------------- |
| Num                            | Coureur                      | Pos               |
| 21                             | Evelyn Stevens (USA)         | 3e                |
| 22                             | Chantal Blaak (NED)          | 48e               |
| 23                             | Karol-Ann Canuel (CAN)       | 16e               |
| 24                             | Megan Guarnier (USA) (route) | 1re               |
| 25                             | Nikki Harris (GBR)           | 15e               |
| 26                             | Romy Kasper (GER)            | AB-4              |
| Directeur sportif : Danny Stam |                              |                   |

| Wiggle High5 WHT                    | Wiggle High5 WHT             | Wiggle High5 WHT |
| ----------------------------------- | ---------------------------- | ---------------- |
| Num                                 | Coureur                      | Pos              |
| 31                                  | Emma Johansson (SWE) (route) | 8e               |
| 32                                  | Mara Abbott (USA)            | 17e              |
| 33                                  | Audrey Cordon (FRA)          | 19e              |
| 34                                  | Danielle King (GBR)          | 11e              |
| 35                                  | Amy Pieters (GBR)            | 38e              |
| Directeur sportif : Egon van Kessel |                              |                  |

| Rabo Liv Women RBW                  | Rabo Liv Women RBW          | Rabo Liv Women RBW |
| ----------------------------------- | --------------------------- | ------------------ |
| Num                                 | Coureur                     | Pos                |
| 41                                  | Marianne Vos (NED)          | 4e                 |
| 42                                  | Lucinda Brand (NED) (route) | 44e                |
| 43                                  | Shara Gillow (AUS)          | 29e                |
| 44                                  | Jeanne Korevaar* (NED)      | 64e                |
| 45                                  | Anouska Koster* (NED)       | 34e                |
| 46                                  | Moniek Tenniglo (NED)       | 37e                |
| Directeur sportif : Koos Moerenhout |                             |                    |

| Cylance CPC                        | Cylance CPC                   | Cylance CPC |
| ---------------------------------- | ----------------------------- | ----------- |
| Num                                | Coureur                       | Pos         |
| 51                                 | Kristabel Doebel-Hickok (USA) | 45e         |
| 52                                 | Sheyla Gutierrez Ruiz (ESP)   | HD-1        |
| 53                                 | Rossella Ratto* (ITA )        | 28e         |
| 54                                 | Valentina Scandolara (ITA )   | 51e         |
| 55                                 | Doris Schweizer (SUI)         | 62e         |
| 56                                 | Alison Tetrick (USA)          | 83e         |
| Directeur sportif : Manel Lacambra |                               |             |

| UnitedHealthcare Women's UHC    | UnitedHealthcare Women's UHC | UnitedHealthcare Women's UHC |
| ------------------------------- | ---------------------------- | ---------------------------- |
| Num                             | Coureur                      | Pos                          |
| 61                              | Katie Hall (USA)             | 7e                           |
| 62                              | Annie Ewart* (CAN)           | 60e                          |
| 63                              | Coryn Rivera (USA )          | 9e                           |
| 64                              | Iris Slappendel (NED)        | 43e                          |
| 65                              | Lauren Tamayo (USA )         | 79e                          |
| 66                              | Linda Villumsen (NZL )       | 14e                          |
| Directeur sportif : Rachel Heal |                              |                              |

| Hitec Products HPU                  | Hitec Products HPU            | Hitec Products HPU |
| ----------------------------------- | ----------------------------- | ------------------ |
| Num                                 | Coureur                       | Pos                |
| 71                                  | Kirsten Wild ( NED)           | 56e                |
| 72                                  | Charlotte Becker ( GER)       | 47e                |
| 73                                  | Tatiana Guderzo ( ITA)        | 35e                |
| 74                                  | Janicke Gunvaldsen ( NOR)     | AB-3               |
| 75                                  | Cecilie Gotaas Johnsen ( NOR) | AB-2?              |
| 76                                  | Lauren Kitchen ( AUS)         | 40e                |
| Directeur sportif : Steven Sergeant |                               |                    |

| Bepink BPK                      | Bepink BPK               | Bepink BPK |
| ------------------------------- | ------------------------ | ---------- |
| Num                             | Coureur                  | Pos        |
| 81                              | Amber Neben (USA)        | 24e        |
| 82                              | Lex Albrecht (CAN)       | 49e        |
| 83                              | Francesca Pattaro* (ITA) | 66e        |
| 84                              | Lenore Pipes (GUM)       | HD-1       |
| 85                              | Ilaria Sanguineti* (ITA) | 67e        |
| 86                              | Silvia Valsecchi (ITA)   | 75e        |
| Directeur sportif : Walter Zini |                          |            |

| Sélection nationale américaine    | Sélection nationale américaine | Sélection nationale américaine |
| --------------------------------- | ------------------------------ | ------------------------------ |
| Num                               | Coureur                        | Pos                            |
| 91                                | Tayler Wiles (USA)             | 20e                            |
| 92                                | Madeleine Boutet* (USA)        | AB-1                           |
| 93                                | Kelly Catlin* (USA)            | 63e                            |
| 94                                | Aliya Traficante* (USA)        | HD-1                           |
| 95                                | Jennifer Valente* (USA)        | HD-1                           |
| 96                                | Ruth Winder* (USA)             | 25e                            |
| Directeur sportif : John Seehafer |                                |                                |

| Twenty16-Ridebiker# T16         | Twenty16-Ridebiker# T16 | Twenty16-Ridebiker# T16 |
| ------------------------------- | ----------------------- | ----------------------- |
| Num                             | Coureur                 | Pos                     |
| 101                             | Kristin Armstrong (USA) | 2e                      |
| 102                             | Allie Dragoo (USA)      | 36e                     |
| 103                             | Chloe Dygert * (USA)    | 6e                      |
| 104                             | Alison Jackson (CAN)    | 39e                     |
| 105                             | Jennifer Tetrick (USA)  | 78e                     |
| 106                             | Leah Thomas (USA)       | 5e                      |
| Directeur sportif : Mari Holden |                         |                         |

| Rally RLW                        | Rally RLW             | Rally RLW |
| -------------------------------- | --------------------- | --------- |
| Num                              | Coureur               | Pos       |
| 111                              | Jasmin Glaesser (CAN) | 31e       |
| 112                              | Heather Fischer (USA) | 33e       |
| 113                              | Kirsti Lay (CAN)      | AB-2      |
| 114                              | Sara Poidevin * (CAN) | AB-2      |
| 115                              | Hannah Ross (USA)     | 85e       |
| 116                              | Emma White * (USA)    | 30e       |
| Directeur sportif : Zachary Bell |                       |           |

| Weber Shimano SLP                     | Weber Shimano SLP                | Weber Shimano SLP |
| ------------------------------------- | -------------------------------- | ----------------- |
| Num                                   | Coureur                          | Pos               |
| 121                                   | Rocio Parrado Guarnizo (COL)     | 23e               |
| 122                                   | Maria Fadiga (ARG)               | 73e               |
| 123                                   | Luciene Ferreira Da Silva (BRA)  | 77e               |
| 124                                   | Jessenia Meneses * (COL)         | 52e               |
| 125                                   | Caterin Elisabeth Previley (ARG) | 74e               |
| Directeur sportif : Veronica Martinez |                                  |                   |

| Hagens Berman-Supermint HBS          | Hagens Berman-Supermint HBS      | Hagens Berman-Supermint HBS |
| ------------------------------------ | -------------------------------- | --------------------------- |
| Num                                  | Coureur                          | Pos                         |
| 131                                  | Scotti Lechuga (USA)             | AB-4                        |
| 132                                  | Megan Alderete (USA)             | AB-4                        |
| 133                                  | Lindsay Bayer (USA)              | AB-2?                       |
| 134                                  | Allison Elizabeth Linnell (USA ) | 86e                         |
| 135                                  | Liza Rachetto (USA)              | 71e                         |
| 136                                  | Eri Yonamine (JPN)               | 21e                         |
| Directeur sportif : Jonathan Coulter |                                  |                             |

| Colavita Bianchi CVB           | Colavita Bianchi CVB     | Colavita Bianchi CVB |
| ------------------------------ | ------------------------ | -------------------- |
| Num                            | Coureur                  | Pos                  |
| 141                            | Kimberley Wells (AUS)    | 70e                  |
| 142                            | Whitney Allison (USA)    | 53e                  |
| 143                            | Jessica Cutler (USA)     | 32e                  |
| 144                            | Katie Donovan (USA)      | 22e                  |
| 145                            | Lauretta Hanson* (AUS)   | 80e                  |
| 146                            | Gretchen Stumhofer (USA) | 54e                  |
| Directeur sportif : Mary Zider |                          |                      |

| Podium Ambition PAC               | Podium Ambition PAC         | Podium Ambition PAC |
| --------------------------------- | --------------------------- | ------------------- |
| Num                               | Coureur                     | Pos                 |
| 151                               | Sharon Laws (GBR)           | 18e                 |
| 152                               | Elizabeth-Jane Harris (GBR) | AB-3                |
| 153                               | Sara Headley (USA)          | 42e                 |
| 154                               | Nicole Moerig (AUS)         | 59e                 |
| 155                               | Claire Rose (GBR)           | 50e                 |
| 156                               | Sarah Storey (GBR)          | 56e                 |
| Directeur sportif : Barney Storey |                             |                     |

| Visit Dallas DNA                 | Visit Dallas DNA          | Visit Dallas DNA |
| -------------------------------- | ------------------------- | ---------------- |
| Num                              | Coureur                   | Pos              |
| 161                              | Nina Marie Laughlin (USA) | 26e              |
| 152                              | Mandy Heintz (USA)        | 82e              |
| 163                              | Mia Manganello (USA)      | AB-2?            |
| 164                              | Amanda Miller (USA)       | 72e              |
| 165                              | Beth Ann Orton (USA)      | 68e              |
| 166                              | Anna Sanders (USA)        | AB-3             |
| Directeur sportif : Scott Warren |                           |                  |

| Drops DRP                      | Drops DRP             | Drops DRP |
| ------------------------------ | --------------------- | --------- |
| Num                            | Coureur               | Pos       |
| 171                            | Laura Massey (GBR)    | 55e       |
| 172                            | Sophie Coleman (GBR)  | 69e       |
| 173                            | Rebecca Durrell (GBR) | 81e       |
| 174                            | Jennifer George (GBR) | 76e       |
| 175                            | Hannah Payton* (GBR)  | AB-3      |
| 176                            | Lucy Shaw* (GBR)      | AB-3      |
| Directeur sportif : Bob Varney |                       |           |

Source,.